# Dalceridae
Dalceridae este o familie de molii din superfamilia Zygaenoidea, care cuprinde 84 de specii cunoscute. Sunt întâlnite în mare parte în regiunea neotropică, iar unele specii ajung până în partea sudică a regiunii nearctice. 
Speciile din această familie sunt în general molii de mărime medie, corpul fiind acoperit cu păr. Larvele sunt asemănătoare ca aspect cu melcii.